# Boordgeld

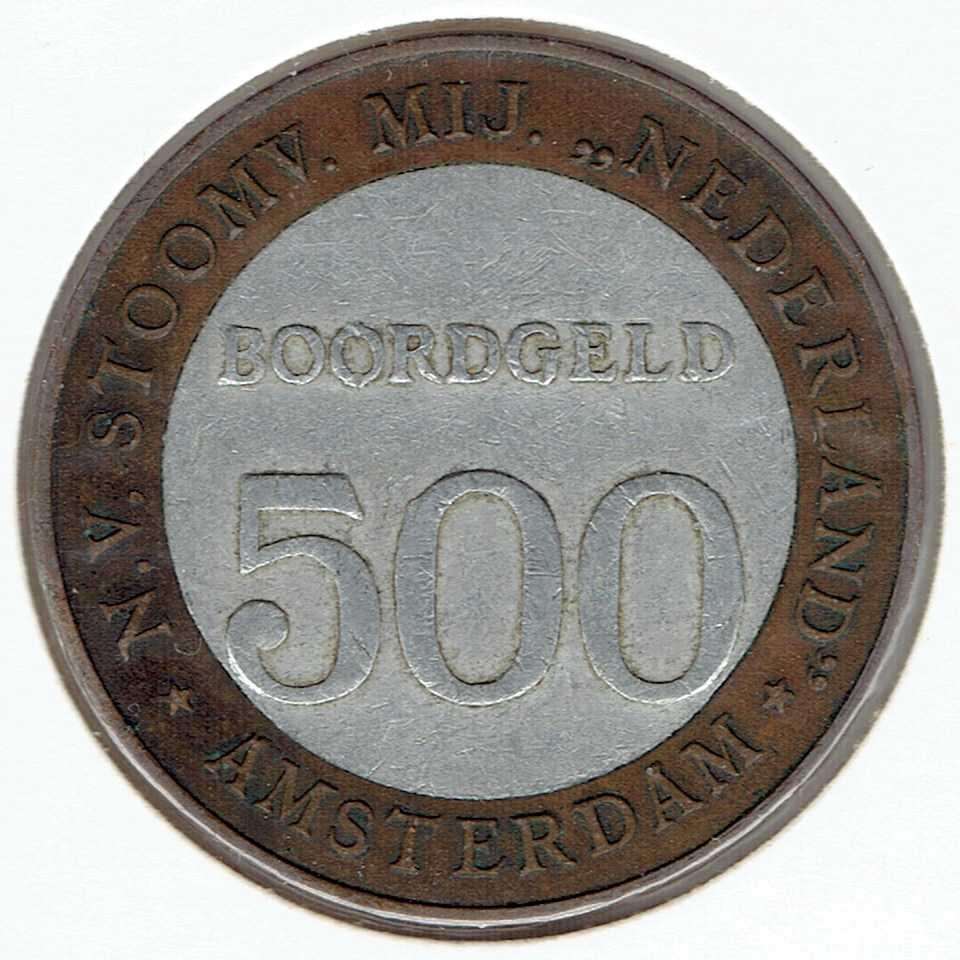
SMN 500 cent (voorzijde)

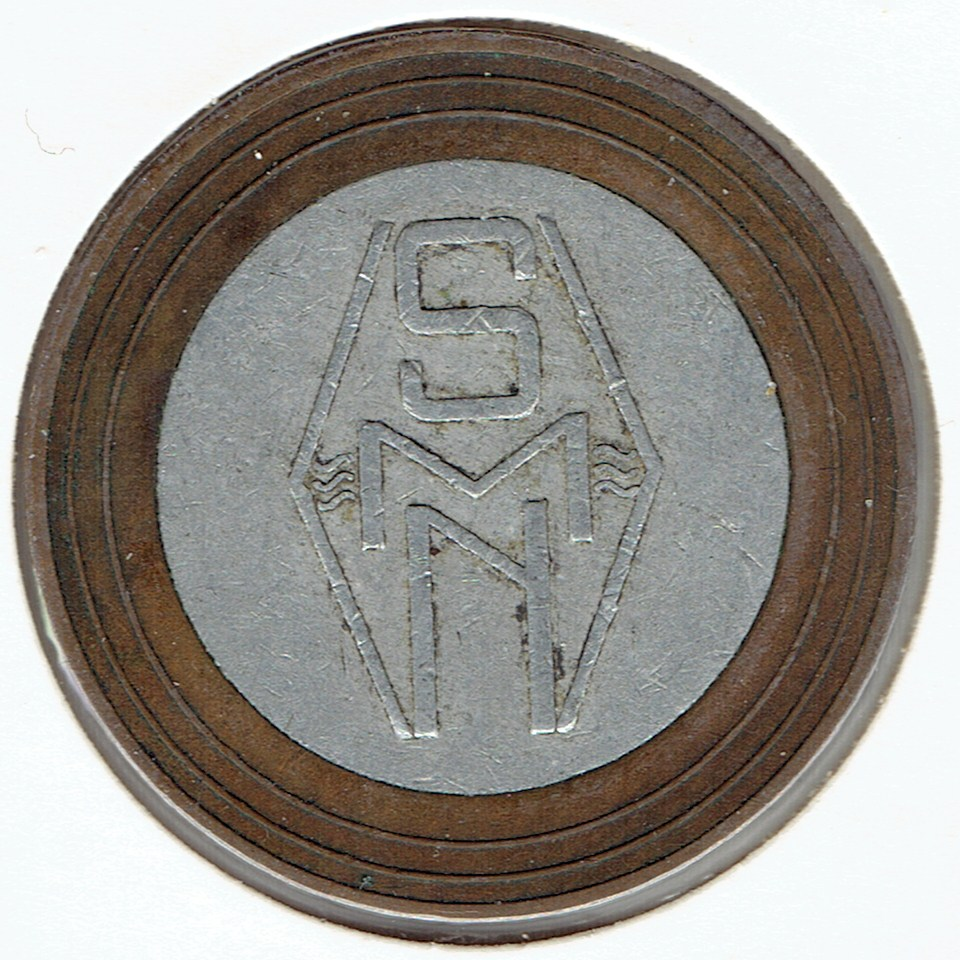
SMN 500 cent (achterzijde)

Boordgeld (ook wel: Scheepsgeld) zijn munten of biljetten die gemaakt zijn om te betalen aan boord van internationale scheepvaart. In Nederland zijn enkele rederijen bekend die gebruik hebben gemaakt van eigen boordgeld, om diverse redenen.

## Geldzuivering
Door de geldzuivering na de Tweede Wereldoorlog werd het niet toegestaan geld uit te voeren. Voor betalingen aan boord van internationale scheepvaart werd daarom boordgeld uitgegeven, meestal in de vorm van papiergeld. Twee maatschappijen hebben muntgeld uitgegeven omdat dit minder snel sleet. Dit waren de Stoomvaart Maatschappij Nederland en de Holland-Amerika Lijn.

### SMN
Van de Stoomvaart-Maatschappij Nederland zijn in 1947 bij Rijksmunt betaalpenningen geslagen ter waarde van 5, 10, 25 (rond), 50 cent, 1, 2½ gulden, en in 1948 van 5 gulden. In 1953 verving de 25 cent (vierkant) de ronde munt.
Opmerkingen:

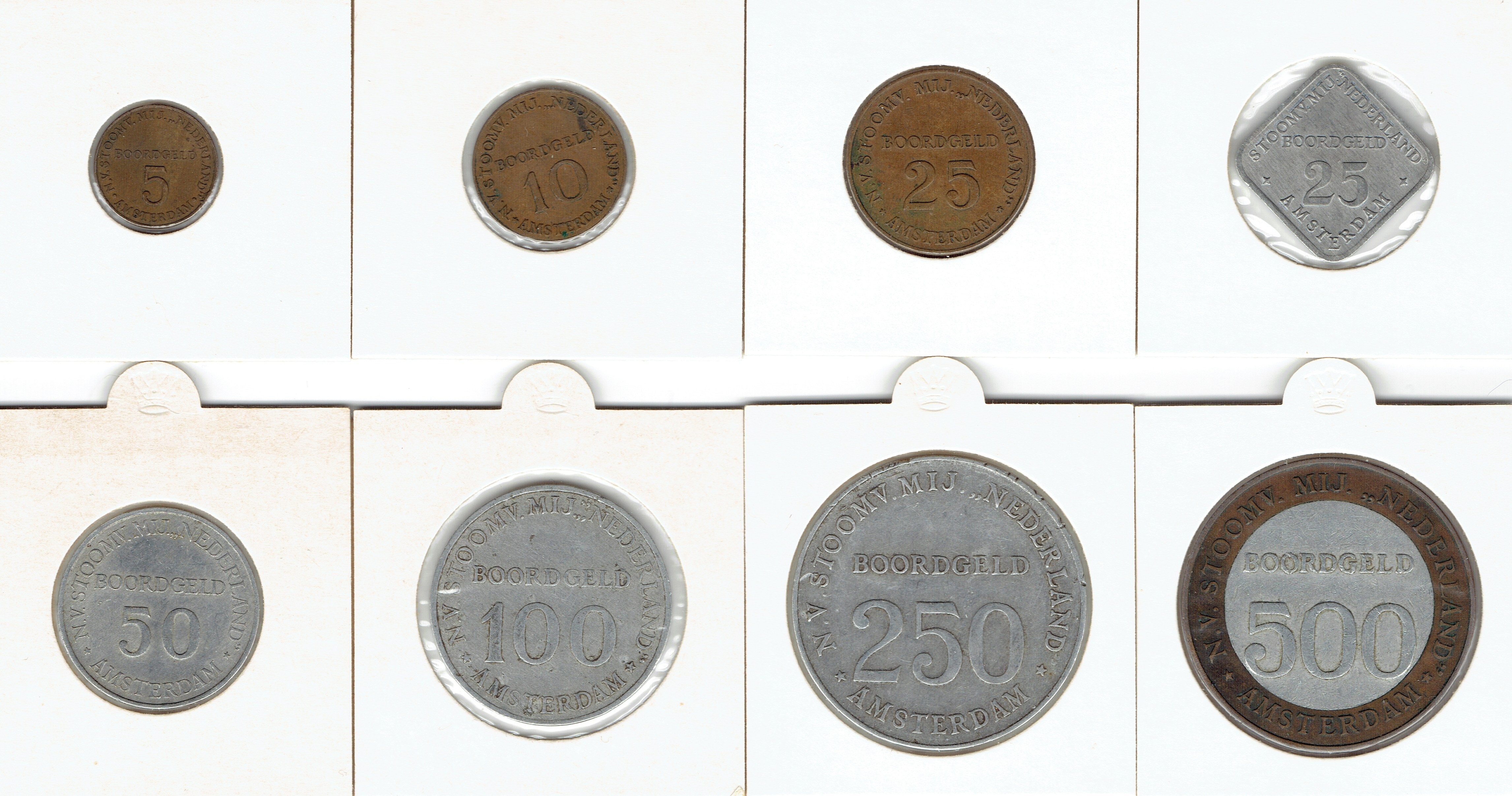
Complete serie boordgeld SMN (voorzijde)

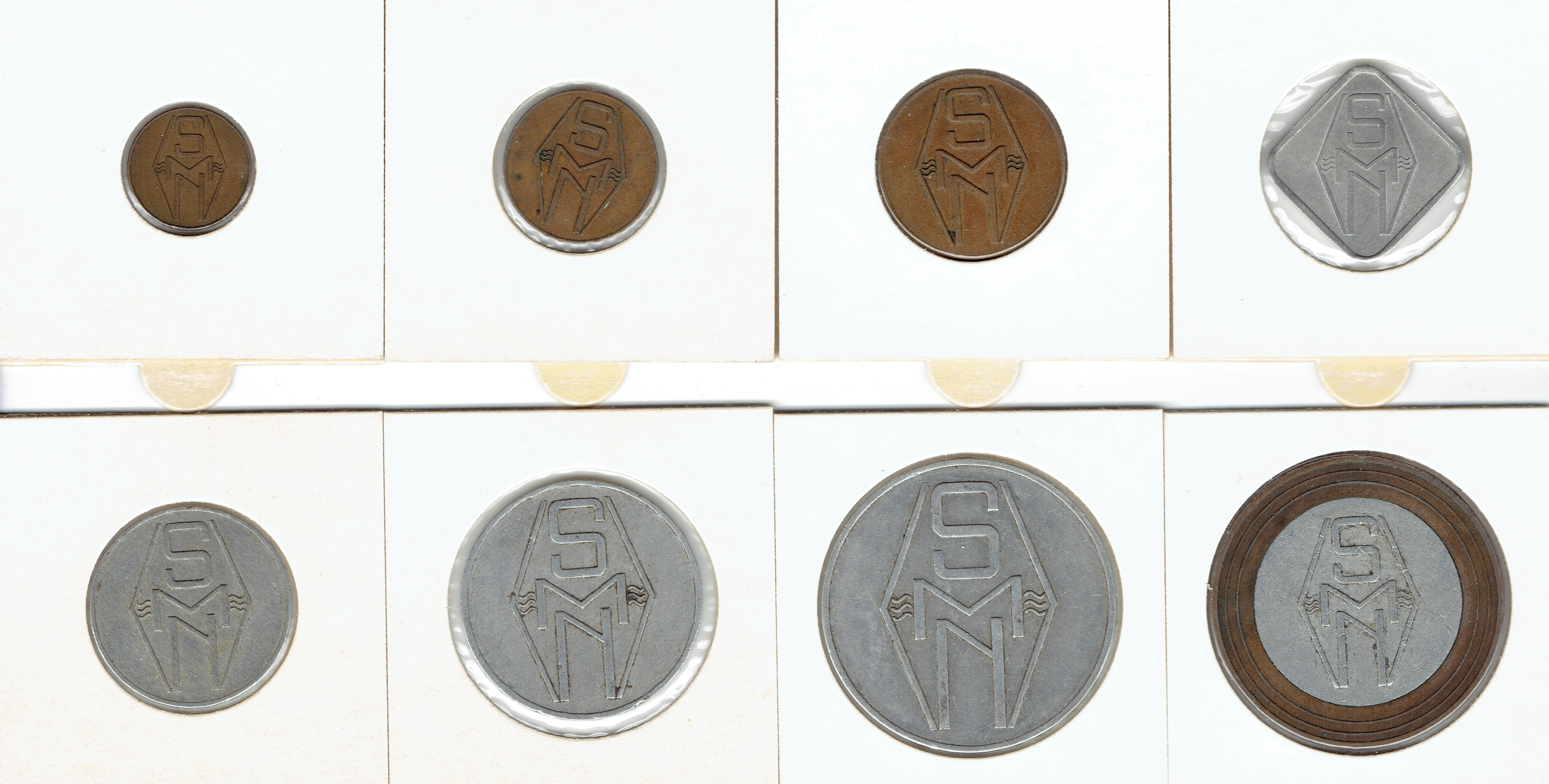
Complete serie boordgeld SMN (achterzijde)

- De munt van 5 gulden was de eerste Nederlandse bimetalen munt.
- De ronde penning met een waarde van 25 cent leek te veel op een muntje van 25 dollarcent, waardoor deze in 1953 werd vervangen door een vierkante penning.
- De geldzuivering was in 1952 voltooid, maar het boordgeld van de SMN bleef nog enkele jaren daarna in gebruik.

### HAL
Van de Holland-Amerika Lijn zijn munten bekend van 5, 10 en 25 cent. Voor de hogere waarden werden hoogstwaarschijnlijk biljetten gebruikt.

## Koninklijke Marine
Aan boord van Hr.Ms. Luymes, die op 15 maart 1957 uit Hollandia terugkeerde naar Nederland, werd boordgeld gebruikt om koersverliezen en inwisselingproblemen later te voorkomen. Bij vertrek uit een vreemde haven werd onderweg alle lokale kasgeld achtergelaten. De biljetten in de waarde van 5, 10 en 25 gulden werden aan boord op een Van Grinten O.C. lichtdrukmachine gedrukt. Het gebruikte papier was op voorraad voor het kopiëren van zeekaartontwerpen.

## Automatisering (Van Ommeren)
Niet vanwege de geldzuivering na de Tweede Wereldoorlog, maar vanwege de geplande automatisering van de bar in de avonduren, heeft de firma Phs. Van Ommeren omstreeks 1970 munten gemaakt van 10 cent, 25 cent, 1 gulden en 2½ gulden.